# International Space Apps Challenge

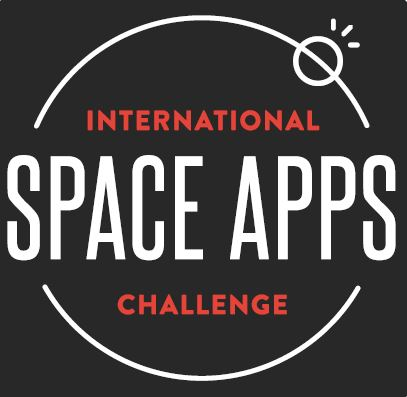
Uno dei loghi creati per lInternational Space Apps Challenge, Global Hackathon della NASA

International Space Apps Challenge è un hackathon internazionale di 48 ore, organizzato principalmente dalla NASA, dedicato alla tecnologia spaziale e alle sue applicazioni terrestri. Si tiene ogni anno (dal 2012) in un weekend di Aprile. L'I.S.A.C. fa parte dell'Open Government Initiative voluta dal Presidente Barack Obama. I partecipanti sono invitati a lavorare a diverse challanges proponendo innovative soluzioni open-source; a tutti i partecipanti è poi conferito un attestato col titolo di "Galactic Problem-Solver".
In Italia è possibile partecipare presso La Sapienza, l'Università degli Studi di Napoli Federico II (dal 2015) o negli spazi di I3P a Torino (dal 2016)

## Edizioni
| Anno | Giorni      | Nazioni partecipanti | Locations | Numero totale partecipanti | Challenges | Progetti |
| ---- | ----------- | -------------------- | --------- | -------------------------- | ---------- | -------- |
| 2012 | April 21–22 | 17                   | 25        | 2,004                      | 64         | 101      |
| 2013 | April 20–21 | 44                   | 83        | 9,147                      | 57         | 770      |
| 2014 | April 12–13 | 46                   | 95        | 8,196                      | 40         | 671      |
| 2015 | April 11–12 | 61                   | 133       | 12,728                     | 35         | 937      |

## Vincitori
| Anno | Most Disruptive                   | Most Innovative | Best Use of Data | Most Inspiring | Galactic Impact | People's Choice |
| ---- | --------------------------------- | --------------- | ---------------- | -------------- | --------------- | --------------- |
| 2012 | Growing Fruits: Pineapple Project | Strange Desk    | Vicar2png        | Planet Hopper  | Growers Nation  | Bit Harvester   |

| Year | Best Mission Concept                     | Best Use of Hardware | Best Use of Data | Most Inspiring             | Galactic Impact     | People's Choice            |
| ---- | ---------------------------------------- | -------------------- | ---------------- | -------------------------- | ------------------- | -------------------------- |
| 2013 | Popeye on Mars                           | ISS Base Station     | Sol              | T-10                       | NASA Greener Cities | ChicksBook                 |
| 2014 | Aurora Wearables: Fashion meets Function | Android Base Station | SkyWatch         | Yorbit                     | SkySnapper          | Next Vision (Space Helmet) |
| 2015 | Arachnobeea                              | Valkyrie             | NY Space Tag     | Robot Tracking and Sensing | CROPP               | NatEv Explorer             |